# Daniele Egeste
Daniele Egeste (Piacenza, 3 settembre 1973) è un allenatore di pallavolo ed ex pallavolista italiano.
Giocò nel ruolo di centrale. Ricopre l'incarico di primo allenatore del Volley Offanengo 2011.

## Carriera
La carriera di Daniele Egeste inizia nelle selezioni giovanili della Pallavolo Piacenza, società con cui disputa anche due campionati di Serie B1. Nella stagione 1991-92 si trasferisce al Volley Gonzaga Milano, dove rimane per tre anni, intervallati da un'esperienza in Serie B1 con la Pallavolo Matera Bulls; con la società milanese ottiene due importanti successi internazionali, la Coppa del Mondo per club 1992 e la Coppa delle Coppe 1992-93.
Nel 1994-95 viene tesserato dalla Pallavolo Reima Crema, dove rimarrà fino al 2007-08, ad eccezione di una parentesi alla Virtus Volley Fano e un breve ritorno alla Pallavolo Piacenza; a Crema diventa capitano della squadra e conquista sul campo la promozione in Serie A1 nel campionato 2005-06, ma la società rinuncia a questa opportunità cedendone i diritti. In seguito passa al Volley Segrate 1978, dove in tre annate ottiene la promozione dalla Serie B1 alla Serie A2; terminata questa esperienza torna a Crema, dove chiude la sua carriera da giocatore e diventa allenatore della squadra maschile, prima in Serie C e poi in B2.

## Palmarès
- Coppa delle Coppe: 1

1992-93
- Campionato mondiale per club: 1

1992